# Nesithmysus peleae
Nesithmysus peleae là một loài bọ cánh cứng trong họ Cerambycidae.